# Thermocyclops crassus
Thermocyclops crassus – gatunek widłonoga z rodziny Cyclopidae. Jako pierwszy opisał go w 1853 roku niemiecki lekarz i zoolog Sebastian Fischer.